# Gazélec Ajaccio
Gazélec Football Club Ajaccio – jest francuskim klubem piłkarskim z siedzibą w Ajaccio.

## Historia
Klub Gazélec Football Club Ajaccio został założony 1910 jako Jeunesse Sportive Ajaccienne. W 1933 klub zmienił nazwę na Football Club Ajaccio. W 1960 klub połączył się z Gazélec Ajaccio przyjmując nazwę Gazélec Football Club Ajaccio. Do 1968 Gazélec występował w rozgrywkach amatorskich, czterokrotnie zdobywając amatorskie mistrzostwo Francji w 1963, 1965, 1966, 1968 oraz kilkakrotnie mistrzostwo i Puchar Korsyki. W 1968 klub po raz pierwszy awansował do drugiej ligi i występował w niej przez dwa lata. 
W latach 1968–1993 Gazélec kilkakrotnie występował w Division 2, zaliczając w niej 15 sezonów. Najlepszym sezonem w historii klubu był sezon 1991-92 kiedy to klub zajął 5. miejsce w Division 2 oraz dotarł do ćwierćfinału Pucharu Francji. Od 1993 klub balansuje pomiędzy trzecią a czwartą ligą. W 2011 klub wywalczył awans do trzeciej ligi. W 1996 doszło do fuzji Gazélecu z Olympique d'Ajaccio, w wyniku której klub przyjął nazwę Gazélec Football Club Olympique Ajaccio. W roku 2012 powrócono do nazwy Gazélec Football Club Ajaccio.
W 2015 awansuje do francuskiej ekstraklasy, zdobywając wicemistrzostwo Ligue 2.

## Sukcesy
- wicemistrzostwo Ligue 2 2014-2015, awans do Ligue 1
- 17 sezonów w Ligue 2: 1968–1970, 1971–1972, 1975–1982, 1986–1988, 1990–1993, 2012–2013 2014–2015.
- ćwierćfinał Pucharu Francji: 1992.
- amatorskie mistrzostwo Francji (4): 1963, 1965, 1966, 1968.
- mistrzostwo Korsyki (5): 1937, 1938, 1956, 1957, 1961.
- Puchar Korsyki (16): 1933, 1935, 1937, 1938, 1939, 1941, 1942, 1947, 1948, 1953, 1963, 1967, 1969, 1974, 1989, 1993.

## Trenerzy
- Guy Calléja (1971-76, 1980-88, 1989-1990)
- Hubert Velud (2000-01)

## Skład w sezonie 2017/18
Stan na: 4 września 2017 r.
| Nr | Poz. | Piłkarz                          |
| -- | ---- | -------------------------------- |
| 1  | BR   | Maxime Cassara                   |
| 2  | OB   | Grégoire Puel                    |
| 3  | OB   | Ousseynou Ba                     |
| 4  | OB   | Cédric Hountondji                |
| 5  | OB   | Jérémie Bréchet                  |
| 6  | PO   | Joris Marveaux                   |
| 7  | PO   | Steeven Ribéry                   |
| 8  | NA   | Romain Armand                    |
| 9  | NA   | Yoann Court                      |
| 10 | PO   | Youssouf M’Changama              |
| 11 | PO   | Robert Maah                      |
| 14 | PO   | Alexis Araujo (wyp. z Lille OSC) |
| 15 | OB   | Damien Dumont                    |
| 17 | PO   | Rémi Mulumba                     |

| Nr | Poz. | Piłkarz                               |
| -- | ---- | ------------------------------------- |
| 19 | NA   | David Gomis                           |
| 20 | PO   | Olivier Kemen (wyp. z Olympique Lyon) |
| 21 | NA   | Wesley Jobello                        |
| 22 | OB   | Jérôme Mombris                        |
| 23 | PO   | Julien Anziani                        |
| 24 | OB   | Damien Perquis                        |
| 26 | OB   | Boris Mahon de Monaghan               |
| 27 | PO   | Thibault Campanini                    |
| 28 | PO   | Fousseni Diabaté                      |
| 29 | OB   | François Clerc                        |
| 30 | BR   | Steeve Elana                          |
| 35 | NA   | Ismael Messaoud                       |
| -- | PO   | Robin Cautres                         |

### Piłkarze na wypożyczeniu
| Nr | Poz. | Piłkarz                                     |
| -- | ---- | ------------------------------------------- |
| 16 | BR   | Cyril Fogacci (w AS Poissy do czerwca 2018) |

| Nr | Poz. | Piłkarz |
| -- | ---- | ------- |